# Allgemeiner Turnverein zu Dresden

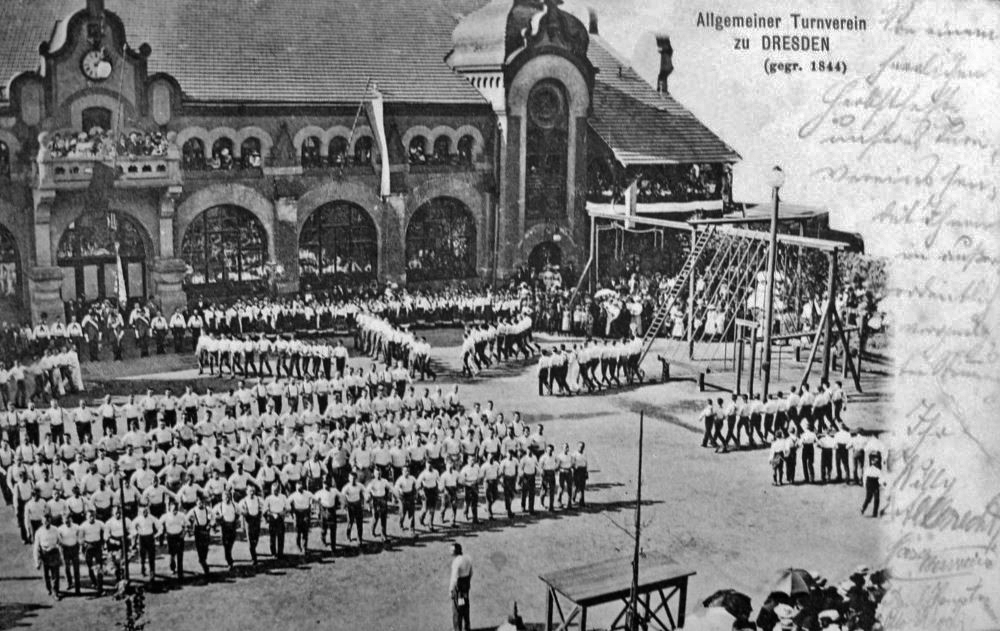
Turnhalle des ATV Permoserstraße (um 1900)

Der Allgemeine Turnverein zu Dresden (kurz ATV Dresden, 1844–1865 Dresdner Turnverein) war der älteste Turnverein in Dresden. Er bestand von 1844 bis 1945.

## Geschichte
Am 12. Dezember 1843 initiierten Conrad Klein und weitere Dresdner die Gründung des Dresdner Turnvereins. Dieser sollte jedem die Möglichkeit zum Turnen und anderen Betätigungen zu niedrigen Preisen bieten. Er war der dritte Turnverein im Königreich Sachsen.
Am 14. Februar 1844 fand die offizielle Gründungsversammlung statt. Im September 1844 gab es das erste große Schauturnen auf dem Turnplatz am Schießhaus in der Wilsdruffer Vorstadt.
In diesem Jahr wurde auch die Abteilung Sängerschaft gegründet, im folgenden Jahr 1845 die Abteilung Schwimmen und 1847 die Abteilung Turnerfeuerwehr, als erste Freiwillige Feuerwehr in Dresden.
1848 hatte der Dresdner Turnverein fast 3.000 Mitglieder, darunter die Hälfte turnende Kinder, und war damit der größte in den deutschen Territorien.
1855 wurde eine erste Turnhalle am Schießhaus eröffnet.
1865 benannte er sich in Allgemeiner Turnverein zu Dresden um. 1897 wurde eine neue Turnhalle in der Permoserstraße eröffnet, die damals die modernste im Deutschen Reich war.
1910 gründete sich der eigenständige Sportverein Dresdensia Dresden aus der Abteilung Fußball.
In den 1920 gab es aber wieder eine Fußballmannschaft des ATV.
Der Allgemeine Turnverein zu Dresden bestand bis 1945. Danach wurde er aufgelöst und 1946 aus dem Vereinsregister gestrichen.
Einige ehemalige Mitglieder schlossen sich danach der neugegründeten Sportgemeinschaft Friedrichstadt an.

## Publikationen
Der Allgemeine Turnverein zu Dresden gab einige Mitteilungsblätter für seine Mitglieder heraus.